# 関根勤5ミニッツ・パフォーマンス
関根勤5ミニッツ・パフォーマンス（せきねつとむファイブ - ）とは、2008年からBSフジ・ポニーキャニオンの共同制作により、BSフジで放送されたバラエティ番組。
2008年1月9日から2008年3月12日まで、毎週水曜日22:40-22:45(JST)に放送された。全10回。2008年3月19日より同枠にてアンコール放送開始。また、2008年4月26日28:25-28:55よりフジテレビで5回分（#1/2/3/7/4）が地上波放送された。
2009年1月14日より毎週水曜22:40の5分枠として「シーズン2」が放送開始。放送週の日曜日23:55―24:00に再放送。

## 概要
関根勤が毎回1話完結で、「評論家」「スナックのママ」「迷惑な客」などに扮し、「番組」「店員と客の会話」といったシチュエーションの中で共演者の今井久美子あるいは飯尾和樹相手に、関根が収録時期に遭遇したエピソード（テレビ局で志田未来に会った、など）や、関根のマニアックネタ（アニマルプラネットで視聴したライオンの交尾の形態模写、など）を織り交ぜた5分のコント番組。
地上波のテレビ番組で関根が見せるバイプレイヤーとしての側面はここでは一切無く、胆汁質・多血質・粘液質・憂鬱質な関根の気質をメインに、世間へ毒を撒き散らしつつ笑いを追求する姿はTBSラジオの『コサキンDEワァオ!』や座長を務める舞台公演『カンコンキンシアター』でのみ見られるウラ関根であり、そのような関根をテレビ媒体で鑑賞できる現在唯一の番組である。

## 番組誕生
カンコンキンシアターで関根はいつも「うちの舞台はDVD化は（おもにラッキィ池田の下ネタがヒドいので）無理」と語っていた。一方で「地上波、いやWOWOW、いやCSとかで流せませんかね」などと関根は一縷の望みを持っているようでもあり、ファンはキャイ〜ンのライヴにおけるCS録画中継→DVD化のようなメディア展開への期待をかすかに抱いていたのもまた事実で、毎年のように公演後のアンケートに「DVD化希望」という声は関根側に寄せられていた。
そこへ、ひょうきんディレクターズの一人として知られる荻野“ビビンバ”繁が、関根に「カンコンキンのさあ、あのインタビューのやつ番組にしようよ」「テレビで解禁してもいいんじゃない」と持ちかけたことがきっかけとなり、遂にスタジオ収録によるBSでの5分枠放送、さらに関連会社によるDVDリリースといった形で、あくまでカンコンキンシアターのエッセンスの一部分ではあるものの、公演でしか見られなかったウラ関根芸の“解禁”が実現した。

## 出演
- 関根勤
- 今井久美子
- 飯尾和樹
- イワイガワ（シーズン2より。なお番宣CMでは「イマイガワ」と誤記されていた）
- 西田たか子（シーズン2より）

## スタッフ
- 企画：荻野繁 (BS FUJI)
- プロデューサー：桃井康子 (BS FUJI)、内海智 (ポニーキャニオン)
- ディレクター：宮本稔、山下敦司 (オイコーポレーション)
- 構成：有川周一
- カメラ：風間誠、滝瀬勝彦
- 映像調整：金野勝
- 照明：宮尾淳一
- 美術：高野一美 (CAVIN)
- 音響効果：本間孝男 (東海サウンド)
- 技術協力：テクノマックス

## DVDソフト
- 『関根勤 カマキリ伝説 クドい!』（ASIN B0012RE4MK） - 2008年4月25日にポニーキャニオンより発売
- 関根勤5ミニッツ・パフォーマンス2　カンコンキンシアター結成20周年突破記念作品『クドい!』（ASIN: B001PPJVJU） - 2009年4月1日にポニーキャニオンより発売

ディレクターズカット版として未放送映像・特典映像を併せて100分収録した。

## 放送エピソード

### シーズン1
- 第1回（2008年1月9日放送）「ニュースショー」（大学教授：関根・司会者：今井）
- 第2回（2008年1月16日放送）「ママとホステス 1」（ゲイバーのママ：関根・ゲイバーのホステス：飯尾）
- 第3回（2008年1月23日放送）「不動産店」（物件を探す客：関根・不動産店員：今井）
- 第4回（2008年1月30日放送）「ママとホステス 2」（ママ：関根・ホステス：飯尾）
- 第5回（2008年2月6日放送）「ニュースショー 2」（大学教授：関根・司会者：今井）
- 第6回（2008年2月13日放送）「ニュースショー 3」（評論家：関根・司会者：今井）
- 第7回（2008年2月20日放送）「おバカな兄弟」（ツトム【弟】：関根・カズキ【兄】：飯尾）
- 第8回（2008年2月27日放送）「不動産店 2」（客：関根　不動産店員：今井）
- 第9回（2008年3月5日放送）「おバカな兄弟 2」（ツトム【弟】：関根・カズキ【兄】：飯尾）
- 第10回（2008年3月12日放送）「ニュースショー 4」（評論家：関根・司会者：今井）

### シーズン2
- 第1話（2009年1月14日放送）「大槻教授」（物理学者：関根・司会者：今井、井川・スピリチュアルカウンセラー：飯尾・超常現象研究家：岩井　女性：西田）
- 第2話（2009年1月21日放送）「企画会議」（ディレクター関根：関根、プロデューサー今井：今井、ディレクター飯尾：飯尾、ディレクター岩井：岩井、AD：井川）
- 第3話（2009年1月28日放送）「企画会議2」（ディレクター関根：関根、プロデューサー今井：今井、ディレクター飯尾：飯尾、ディレクター岩井：岩井、AD：井川、チニンチニンちゃん：西田）
- 第4話（2009年2月4日放送）「ニュースショー1」（経済評論家・左乳毛〔ひだりちちげ〕伸ばしの介：関根、司会：今井）
- 第5話（2009年2月11日放送）「ネタ見せ1」（ディレクター：関根、芸人：イワイガワ、飯尾）
- 第6話（2009年2月18日放送）「ネタ見せ2」（ディレクター：関根、芸人：飯尾和樹、イワイガワ、金星人：西田）
- 第7話（2009年2月25日放送）「映画監督」（映画監督：関根、主役カップル：飯尾・今井、若いカップル役：岩井・西田、助監督：井川）
- 第8話（2009年3月4日放送）「ママとホステス1」（ホステス・ツトミ：関根、ママ：飯尾、バーテン：西田、会社員・井川：井川、上司・岩田：岩井）
- 第9話（2009年3月11日放送）「ママとホステス2」（ホステス・ツトミ：関根、ママ：飯尾、バーテン：西田、会社員・井川：井川、上司・岩田：岩井）
- 第10話（2009年3月18日放送）「ニュースショー2」（経済評論家・昨日野酒〔きのうのさけ〕残りの助：関根、司会：今井）